# アナ・マリア・ヨペック
アナ・マリア・ヨペック（ポーランド語: Anna Maria Jopek）は、ポーランドの音楽家、歌手。作詞家、作曲家、音楽プロデューサーでもある。これまでにポーランドのゴールドディスクを10回、プラチナディスクを7回獲得。2015年にはポーランド復興勲章を受章している。

## 来歴・人物
1970年12月14日、ワルシャワ生まれ。音楽一家に生まれ育つ。父親のスタニスワフ・ヨペックは元マゾフシェ舞踏団の花形ソリスト。母親のマリア・スタンキェヴィッチ・ヨペックは元マゾフシェ舞踏団の歌手でダンサー。妹のパトリツィアは現役のヴァイオリニスト。ワルシャワの名門ショパン音楽アカデミーで学ぶ。卒業後はニューヨークにあるマンハッタン音楽院でジャズを学ぶ。
1997年アルバム『Ale jestem』でデビュー。2000年にインターナショナル盤『Barefoot』で国際的な活動をスタート。その後も2005年に『シークレット』、2008年に『ID』をインターナショナル盤で発表。2002年にパット・メセニーとのコラボレーション・アルバム『ウポイエニェ』(ポーランド国内盤)を発表し、2008年に同作品のインターナショナル盤をリリース。
これまでにコラボレーションした主なアーティストは、ブランフォード・マルサリス、オスカー・カストロ・ネヴィス、ボビー・マクファーリン、ユッスー・ンドゥール、ナイジェル・ケネディ、クリス・ボッティ、小曽根真、リチャード・ボナ、ミノ・シネル、クリスチャン・マクブライド、ギル・ゴールドスタイン、ゴンサロ・ルバルカバなど。
世界各国で公演を行っており、日本でも度々コンサートを行っている。2014年には「V4＋日本」交流年親善大使に就任。東日本大震災の被災地でチャリティ・コンサートを行ったり、「松下奈緒 V4＋JAPANスペシャルコンサート」に出演するなど、様々な活動を行った。
2015年、芸術分野での実績とポーランド音楽の国外普及活動が高く評価され、ポーランド大統領から、ポーランド復興勲章が贈られている。

## ディスコグラフィ

### スタジオ・アルバム
- Ale jestem (1997年)
- Szeptem (1998年)
- Jasnosłyszenie (1999年)
- Dzisiaj z Betleyem (1999年)
- Bosa (2000年)
- Barefoot (2002年)
- Nienasycenie (2002年)
- 『ウポイエニェ』 - Upojenie (2002年) ※with パット・メセニー
- 『シークレット』 - Secret (2005年)
- Niebo (2005年)
- 『ID』 - ID (2007年)
- Polanna (2011年)
- Sobremesa (2011年)
- 『HAIKU』 - Haiku (2011年) ※with 小曽根真
- Minione (2017年) ※with ゴンサロ・ルバルカバ
- Czas kobiety (2017年) ※with ロバート・クビスジン
- 『ULOTNE / 幻想』 - Ulotne (2018年) ※with ブランフォード・マルサリス

### ライブ・アルバム
- Farat (2003年)
- Jo & Co (2008年)

### コンピレーション・アルバム&スペシャル・アルバム
- Z pamięci (2003年) ※『Farat』のスペシャル・エディション
- Niebo Special edition (2006年) ※『Niebo』のスペシャル・エディション
- Anna Maria Jopek (2006年)
- Dwa serduszka, cztery oczy (2008年) ※『ID』のスペシャル・エディション。『ID』『Spoza』『Jo & Co』の3CDを収録
- Lustra (2011年) ※『Polanna』『Haiku』『Sobremesa』の3CDを収録

### シングル
- "Chwilozofia 32-bitowa" (1996年)
- "Ale jestem" (1997年)
- "Joszko Broda" (1997年)
- "Wiem i Chcę" (1997年)
- "Nie przychodzisz mi do głowy" (1997年)
- "Cud niepamięci" (1998年)
- "Przed rozstaniem" (1998年)
- "Ja wysiadam" (1999年)
- "Księżyc jest niemym posłańcem" (1999年)
- "Na całej połaci śnieg" (1999年)
- "Nadzieja nam się stanie" (1999年)
- "Smutny Bóg" (2000年)
- "Ślady po Tobie" (2000年)
- "Szepty i łzy" (2000年)
- "Jeżeli chcesz" (2000年)
- "Henry Lee" / "Tam, gdzie rosną dzikie róże" (2001年)
- "Upojenie" (2001年)
- "Na dłoni" (2002年)
- "O co tyle milczenia" (2002年)
- "I pozostanie tajemnicą" (2002年)
- "Małe dzieci po to są" (2003年)
- "Tam, gdzie nie sięga wzrok'" (2003年)
- "Mania Mienia" (2003年)
- "Możliwe" (2004年)
- "Gdy mówią mi" (2005年)
- "A gdybyśmy nigdy się nie spotkali" (2006年)
- "Teraz i tu" (2007年)
- "Zrób, co możesz" (2007年)
- "Skłamałabym" (2007年)
- "Cisza na skronie, na powieki słońce" (2008年)
- "Możliwe" (2009年)
- "Sypka Warszawa" (2009年)
- "Tylko tak mogło być" (2011年)
- "Lizbona, Rio i Hawana" (2011年)
- "Deszcz" (2013年)
- "Ktoś zbudził mnie" (2013年)
- "Uwaga, uwaga" (2015年)
- "Love Is a Traveller" (2016年)
- "Twe usta kłamią" (2017年)
- "Kogo nasza miłość obchodzi" (2017年)
- "To ostatnia niedziela" (2017年)
- "Patrz i słuchaj" (2018年)
- "Niepojęte i ulotne" (2018年)
- "Czekanie" (2018年)